# Vårkumla församling
Vårkumla församling var en församling i Skara stift och i Falköpings kommun. Församlingen uppgick 2002 i Kinneveds församling. 

## Administrativ historik
Församlingen har medeltida ursprung. 
Församlingen var till senast 1998 annexförsamling i pastoratet Kinneved och Vårkumla som även från 1962 omfattade Börstigs församling och Brismene församling. Åtminstone från 1998 till 2002 var församlingen annexförsamling i pastoratet Floby, Göteve, Trävattna, Hällestad, Grolanda, Jäla, Kinnevad, Vårkumla, Börstig, Brismene, Åsarp, Gökhem, Sörby, Vilske-Kleva och Ullene.Församlingen uppgick 2002 i Kinneveds församling.

## Kyrkor
- Vårkumla kyrka